# Rosanna Vaudetti
Rosanna Vaudetti (Ancona, 19 dicembre 1937) è un'annunciatrice televisiva e conduttrice televisiva italiana, attiva per la Rai dal 1961 al 1998.
Primo volto apparso sul Secondo Programma della Rai e prima persona andata in onda sulla televisione a colori in Italia, oltre ad annunciare per quasi quarant'anni le trasmissioni della TV di Stato italiana ha anche condotto numerose rubriche e trasmissioni di successo come Giochi senza frontiere e commentato per diversi anni l'Eurovision Song Contest.
Dal 1998 le è riconosciuta l'onorificenza di Commendatore Ordine al merito della Repubblica Italiana da parte dell'allora Presidente della Repubblica Italiana, Oscar Luigi Scalfaro.
(Alberto Sordi)

## Biografia
Nata nel 1937 da Tito Vaudetti ed Ersilia De Felice ad Ancona, durante il periodo bellico con la famiglia fu sfollata nel paese di San Ginesio (Macerata). Tornata poi ad Ancona, vi frequentò le scuole elementari, medie ed il liceo; in quest'ultimo periodo ebbe anche esperienze teatrali.
Laureata in Scienze politiche, dopo aver tentato la carriera giornalistica si è affermata come signorina buonasera, entrando in Rai vincendo un concorso nel 1961, anno in cui ha portato al battesimo dagli studi Rai di Torino l'allora Secondo Programma, del quale è stata il primo volto andato in onda. È stato inoltre il primo volto trasmesso in Italia a colori, durante le prime prove tecniche realizzate il 26 agosto del 1972 in occasione dei Giochi olimpici di Monaco.
La Vaudetti è stata attiva come signorina buonasera dagli studi Rai di Torino dal 1961 al 1965, poi venne trasferita in quelli di Milano, in cui rimase fino al 1969, anno in cui si spostò definitivamente alla sede Rai di Roma.

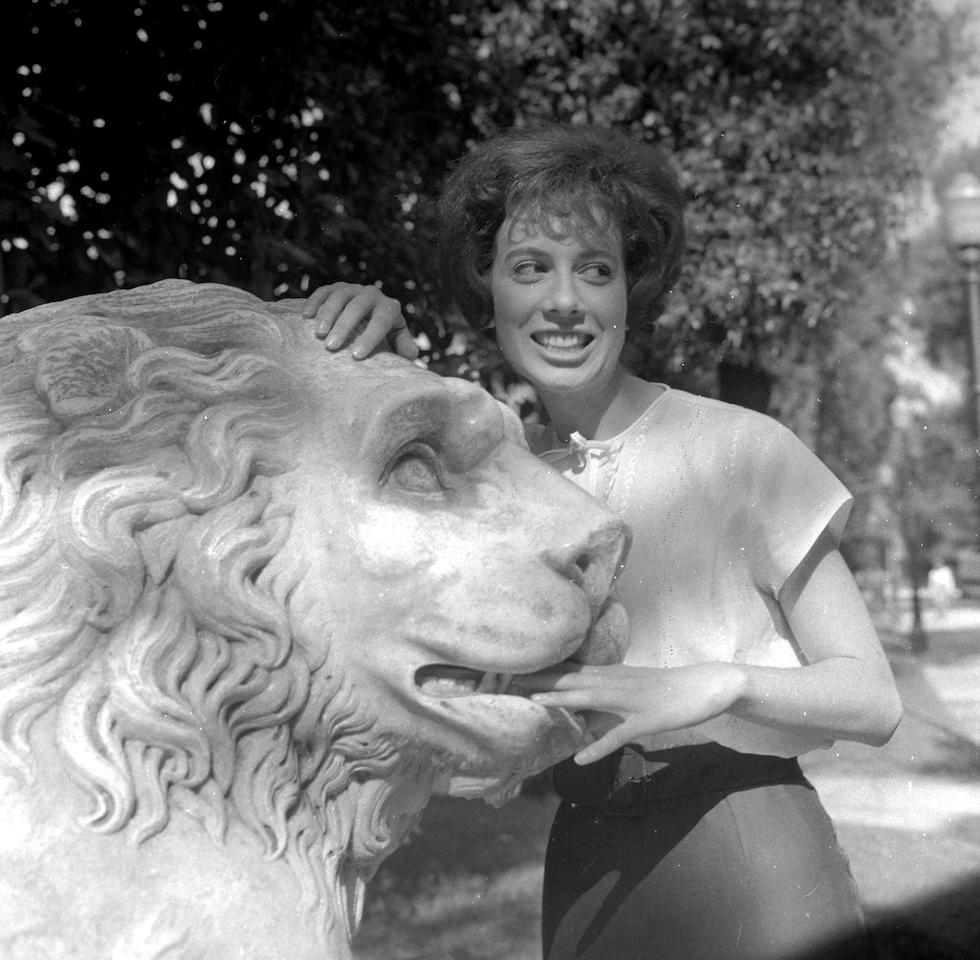
Rosanna Vaudetti a Roma nel 1961

Nel corso della sua carriera ha anche condotto numerosi programmi televisivi, come Giochi senza frontiere (dal 1971 al 1977), diverse edizioni dell'Eurovision Song Contest degli anni 1970 e 1980; ha inoltre affiancato Mike Bongiorno in Un disco per l'estate, Vittorio Salvetti al Festivalbar 1968 e Corrado e Pippo Baudo nelle prime sei edizioni di Domenica in (alternata alle altre annunciatrici). Sulle reti Rai ha poi condotto numerose serate speciali o di premiazione e rubriche come Euroshow, Fortunatissima, Amico libro, Le tre arti, Giochi sotto l'albero, Incontri di Sorrento, Premio David di Donatello, Spazio libero, Il pollice, Ingresso libero. Nel 1998 ha curato la rubrica di Rai 3 Fermata d'autobus.
A partire dal 1968 conduce l'edizione del mattino di Che tempo fa?, e dal 1992 al 1998 appare saltuariamente nel Meteo3. Nel 1982 recita un cameo nel telefilm Morto Troisi, viva Troisi!, per la regia di Massimo Troisi.
Il 14 novembre 1998 annuncia, durante una puntata di Carràmba che fortuna, condotta da Raffaella Carrà, il suo ritiro dall'attività di signorina buonasera dopo 37 anni di servizio: è stata la seconda annunciatrice Rai più longeva, preceduta solo da Nicoletta Orsomando. Nello stesso anno, il 2 giugno, è insignita dell'onorificenza di Commendatore Ordine al merito della Repubblica Italiana, conferita su proposta del Consiglio dei ministri e recita nel ruolo di sé stessa nel film di Pino Quartullo Le faremo tanto male.
Nel gennaio 1999 abbandona così il suo ruolo principale, ma non lascia il video; nello stesso anno è infatti nel cast, insieme alla citata collega Orsomando, della trasmissione di Rai 1 Su e giù. Negli anni successivi continua a condurre trasmissioni e rubriche su diverse emittenti, come Telemontecarlo (Souvenir d'Italie, con Pino Strabioli), Canale 5 (Ciao Darwin con Paolo Bonolis) e su Sat 2000 invece (Un secolo di domande, Concerto per la pace, L'Italia a tavola) e Alice (La domenica di Alice).
Nel 2008 fa una estemporanea esperienza come attrice, partecipando al serial televisivo Incantesimo nel ruolo di Matilde Sensi. Nella stagione televisiva 2011-2012 torna ad avere un ruolo fisso su Rai 1, partecipando nel ruolo di giurata alla trasmissione La prova del cuoco, al fianco delle colleghe Nicoletta Orsomando e Mariolina Cannuli, inoltre è stata spesso ospite di Verdetto finale.
Nella stagione televisiva 2022-2023 cura insieme a Maria Giovanna Elmi una rubrica settimanale all'interno di BellaMa', programma di Pierluigi Diaco su Rai 2.
Si è sposata nel 1965 con il regista televisivo Antonio Moretti, da cui ha avuto due figli, rimanendone vedova nel 2020, dopo 55 anni di matrimonio.
Si professa cattolica.

## Programmi televisivi
- Annunciatrice di Rai 1, Rai 2, Rai 3, presentatrice delle rubriche Che tempo fa e Meteo3 e della rubrica viabilità ACI (21 luglio 1961-14 novembre 1998 alternata alle altre annunciatrici)
- 6º Incontro Internazionale di cori universitari (Programma Nazionale, 1962)
- Le tre arti (Programma Nazionale, 1964-1965)
- Un Disco per l'Estate (Programma Nazionale, 1964)
- Parata Disney 1965 (Programma Nazionale, 1965)
- L'amico libro (Programma Nazionale, 1965-1966)
- Circo di Moira Orfei (Programma Nazionale, 1965)
- Quindici minuti con Torrebruno (Secondo Programma, 1965, 1969)
- Mostra del Film per ragazzi (Programma Nazionale, 1966-1968)
- Festivalbar (Programma Nazionale, 1968, 1970)
- Recital Lirico del Soprano Elena Suliotis (Secondo Programma, 1968)
- Oggi al Parlamento (Programma Nazionale, 1969-1975; Rete 1, 1976-1982; Rai 1, 1983-1990, alternata alle altre annunciatrici)
- Recital Lirico di Margherita Rinaldi (Secondo Programma, 1969)
- Concerto della Banda della Marina Militare (Programma Nazionale, 1971)
- Giochi senza frontiere (Secondo Programma, 1971-1975; Rete 2, 1976-1977)
- Concerto della Banda dei Carabinieri (Secondo Programma, 1971, 1973-1974; Programma Nazionale, 1972, 1975; Rete 1, 1978, 1980-1981; Rai 1, 1983-1985, 1994)
- Giochi sotto l'albero (Programma Nazionale, 1971, 1973; Secondo Programma, 1972)
- Sinfonie d'Opera (Secondo Programma, 1972)
- Concerto della Banda dell'Aeronautica (Secondo Programma, 1972; Rete 1, 1976)
- Protagonisti alla ribalta (Secondo Programma, 1973)
- Concerto di fine estate (Programma Nazionale, 1973)
- Concerto della Banda del Corpo delle Guardie di Pubblica sicurezza (Secondo Programma, 1974)
- Eurovision Song Contest (Programma Nazionale, 1974; Rete 1, 1978-1979; Rai 2, 1985, 1987) commentatrice (Programma Nazionale, 1964; Rete 1, 1976; Rai 1, 1991) portavoce
- Canti e Danze dell'Ucraina (Rete 2, 1976)
- Prime Donne (Rete 2, 1976)
- Domenica In (Rete 1, 1976-1982, alternata alle altre annunciatrici)
- A tu per tu (Rete 1, 1977)
- Spaziolibero (1977-1990, alternata alle altre annunciatrici)
- Un circo sotto la stella (Rete 1, 1978)
- Concerto della Fanfara dei Bersaglieri (Rete 1, 1978)
- Quei melodiosi anni '30 (Rete 3, 1981)
- Il Pollice (Rete 3, 1981-1982; Rai 3, 1983-1985)
- Premio Chianciano della Critica Televisiva (Rete 1, 1982; Rai 1, 1988)
- Concerto della Banda dell'Esercito Italiano (Rete 1, 1982; Rai 1, 1991)
- Concentus Antiqui (Rete 3, 1982)
- Un'isola da trovare (Rete 1, 1982)
- Morto Troisi, viva Troisi!, film TV, regia di Massimo Troisi (Rete 3, 1982)
- Premio Ischia internazionale di giornalismo (Rete 1, 1982; Rai 1, 1983-1984)
- Abetonissimo (Rai 3, 1983)
- Il giorno prima - speciale Festival dei Due Mondi di Spoleto (Rai 3, 1983)
- XXVI Festival dei Due Mondi di Spoleto (Rai 3, 1983)
- Spoleto in mostra (Rai 3, 1983)
- Concerto in Piazza (Rai 3, 1983)
- Viaggio nella maglia (Rai 1, 1983)
- Colonna sonora (Rai 1, 1984-1986)
- Premio cinematografico Anna Magnani (Rai 1, 1984)
- 1, 2, trenta...Oggi la tv compie trent'anni (Rai 3, 1984)
- Concerto della Banda musicale della Polizia di Stato (Rai 2, 1985; Rai 1, 1987-1988, 1994-1995)
- Le Ragioni della Speranza (Rai 1, 1986)
- David di Donatello (Rai 1, 1986, 1988, 1992-1994)
- Premio Navicella (Rai 1, 1986, 1990)
- Follow Me (Rai 2, 1987)
- Fortunissima (Rai 1, 1987-1994)
- CaniGatti & C (Rai 1, 1988-1989)
- Concerto del quintetto di ottoni Rossini (Rai 1, 1992)
- Meteo 3 (Rai 3, 1992-1999, alternata alle altre annunciatrici e ad Augusto Lombardi)
- Gli italiani ridevano con... (Rai 3, 1995)
- Fermata d'autobus (Rai 3, 1998)
- Su e giù (Rai 1, 1999)
- Un secolo di domande (SAT2000, 1999-2000)
- Souvenir d'Italie (Telemontecarlo, 1999-2000)
- Concerto per la Pace (SAT2000, 2000)
- L'Italia a Tavola (SAT2000, 2001)
- Junior Eurovision Song Contest 2022 (Rai 1, 2022) Commentatrice
- BellaMa' (Rai 2, dal 2022) conduttrice di una rubrica

## Radio
- Annunciatrice di Radio Ancona (Anni '50)
- Attrice nel settimanale di varietà di Radio Ancona (Anni '50)
- Chi vuol esser lieto... (Rai RadioDue, 1993)
- Insieme, sorridendo... (Rai RadioDue, 1993)

## Filmografia
- Le faremo tanto male, regia di Pino Quartullo (1998)

## Teatro
- Sei personaggi in cerca d'autore di Luigi Pirandello con la Compagnia GAD Il Dramma di Ancona (fine anni '50)
- Autunno  di Gherardo Gherardi con la Compagnia GAD Il Dramma di Ancona (fine anni '50)

## Carta stampata
- Redattrice de La voce Adriatica (fine anni'50)
- Cura una rubrica sul settimanale Intimità (anni '80/90)